# Zeo (Fernsehserie)
Zeo (Zou) ist eine von Cyber Group Productions ab 2012 produzierte französische Animationsserie, die bisher 52 Episoden enthält und auf den Kinderbüchern von Michel Gay basiert. Die erste deutsche Ausstrahlung erfolgte auf Disney Junior.

## Inhalt
In der Serie geht es um Zeo, ein junges anthropomorphes Zebra, das zeigt, wie man mit kleinen Problemen des Alltags umgehen kann. Dabei wird er oft von seiner Familie und seinen Freunden unterstützt.
ZeoZeo ist zu Beginn der Serie vier und später fünf Jahre alt. Er zeichnet sich durch seine Neugier und seine Phantasie aus. Außerdem schmiedet er bereits Pläne über seine Zukunft, ist dabei aber oft unsicher. Will er an einem Tag beispielsweise Astronaut werden, möchte er am nächsten Tag lieber LKW-Fahrer oder Feuerwehrmann sein.
PocDieser kleine Vogel ist Zeos ständiger Begleiter und wohnt in dessen Zimmer in einer ausrangierten Kuckucksuhr.
Mama und PapaDie namenlosen Eltern Zeos helfen Zeo oft, wenn er einen Rat braucht. Sie wohnen mit Zeo gleich im Eingangsbereich ihres Hauses.
Oma und OpaSie sind die Eltern von Zeos Vater und leben im mittleren Stockwerk. Während Oma oft Kekse backt oder strickt, hilft Opa Zeo bei dessen Projekten, wobei er ihm gerne seine Werkstatt zur Verfügung stellt.
UromaSie ist die Mutter von Zeos Großvater und mit über 80 Jahren das älteste Familienmitglied, das in dem Haus lebt. Ihr Zimmer liegt direkt unter dem Dach, sodass sie aufgrund ihres gebrechlichen Zustandes auf einen Treppenlift angewiesen ist. Sie gibt Zeo häufig einen Kuss auf die Wange.
ElzeeSie ist das Nachbarsmädchen und eine gute Freundin Zeos. Sie betritt Zeos Garten, indem sie den Zaun hochklappt, der sie von Zeos Grundstück trennt. Ihre Eltern sind so gut wie nie zu sehen.
ZakZak ist der kleine Sohn von Mister Zoey, dem der kleine Laden direkt neben Zeos Haus gehört. Er ist häufig etwas gutgläubig, aber ein guter Freund.
ZeniaSie ist Zeos Kusine und oft ziemlich eingebildet, da sie eine gute Balletttänzerin und eine gute Schülerin ist. Vor Würmern hat sie schreckliche Angst. Sie findet auch oft, dass Elzee sich nicht mädchenhaft genug verhält.

## Produktion und Veröffentlichung
Die Serie entstand bei Studio Cyber Group Productions und Scrawl Studios in Frankreich. Regie führte Olivier Lelardoux und die Drehbücher schrieben Thomas Badoureaux, Marie Beardmore, Hervé Benedetti, Anastasia Heinzl, Jimmy Hibbert, Darren Jones und Nicolas Robin. Produzent war Pierre Sissmann und für die Designs war John Banana verantwortlich. Die Musik komponierten Riccardo Mulhall und Ian Nicholls.
Die Erstausstrahlung startete in Deutschland am 26. Dezember 2012 bei Disney Junior. Am 2. September 2013 begann dann die Erstausstrahlung im Ursprungsland Frankreich, kurz darauf die deutsche Free-TV-Premiere bei Super RTL. Es folgten Ausstrahlungen unter anderem in Argentinien, Ecuador, Griechenland, Kanda und Japan. Insgesamt wurden 156 Folgen aufgeteilt auf drei Staffeln gezeigt.

## Bücher
Von Zeo wurden bisher drei Bücher von Michel Gay im Moritzverlag veröffentlicht:
- Seid ihr schon wach? (1999)
- Eine Dose Kussbonbons (2008)
- Zeo fährt Rad (2009)

In den Büchern existiert Poc allerdings nicht und Zeo lebt nur mit seinen Eltern zusammen; seine Großeltern wohnen mit der Urgroßmutter in einem anderen Haus. Die Urgroßmutter benutzt im Buch anstelle ihres Stocks einen Rollator.